# Burgstall Rohrbach (Eichendorf)
Der  Burgstall Rohrbach bezeichnet eine abgegangene mittelalterliche Niederungsburg nahe dem Dorf Rohrbach, heute einem Gemeindeteil des niederbayerischen Marktes Eichendorf im Landkreis Dingolfing-Landau. Er liegt ca. 600 m nordwestlich von Rohrbach und wird als Bodendenkmal unter der Aktennummer D-2-7343-0005 im Bayernatlas als „Burgstall des Mittelalters und der frühen Neuzeit“ geführt.

## Beschreibung
Der Burgstall liegt östlich des Rohrbaches in einer mit Laubwald bestandenen Niederung. Die Reste verweisen auf ein mit einem Ringgraben umschlossenes Kernwerk und eine Vorburg, die ebenfalls von einem Graben umgeben war. 1862 wurde nächst Rohrbach ein „verfallenes Schloss“ genannt, dessen Hügel von einem Wassergraben umgeben war. Gefunden wurden Ziegelmauerreste, weitere Funde liegen nicht vor.